# Ouled Yahia Khedrouche
Ouled Yahia Khedrouche là một đô thị thuộc tỉnh Jijel, Algérie. Dân số thời điểm năm 2002 là 17.599 người.